# Gouvernement Macut
République de Serbie
Vučević 
Le gouvernement Macut est le dix-neuvième gouvernement de la république de Serbie depuis le 16 avril 2025, sous la XIIIe législature de l'Assemblée nationale.
Il est dirigé par l'indépendant Đuro Macut, et repose sur une coalition entre le Parti progressiste et le Parti socialiste. Il succède au Gouvernement Vučević.

## Historique du mandat
Ce gouvernement est dirigé par l'indépendant Đuro Macut. Il est constitué et soutenu par une coalition entre le Parti progressiste serbe (SNS) et le Parti socialiste de Serbie (SPS). Ensemble, ils disposent de 149 députés sur 250, soit 59,6 % des sièges de l'Assemblée nationale.
Il succède donc au gouvernement Vučević, constitué en mai 2024 et reposant sur une alliance identique.

### Formation
Le 28 janvier 2025, alors que se déroulent des manifestations de masse en Serbie, notamment menées par les étudiants à la suite de l'effondrement de l'auvent de la gare de Novi Sad, le président du gouvernement Miloš Vučević annonce sa démission. Les jours précédents, plusieurs incidents voient des membres du Parti progressiste serbe attaquer des étudiants à Novi Sad.
Le 7 avril 2025, l'indépendant Đuro Macut est nommé président du gouvernement de Serbie. Le gouvernement est approuvé le 16 avril suivant par l'Assemblée nationale.

## Composition
- Par rapport au gouvernement Vučević, les nouveaux ministres sont indiqués en gras et ceux ayant changé d'attribution le sont en italique.

| Poste                                                                              | Titulaire | Titulaire | Titulaire                    | Parti |
| ---------------------------------------------------------------------------------- | --------- | --------- | ---------------------------- | ----- |
| Président du gouvernement                                                          |           |           | Đuro Macut                   | Sans  |
| Premier vice-président du gouvernement Ministre des Finances                       |           |           | Siniša Mali                  | SNS   |
| Vice-président du gouvernement Ministre de l'Intérieur                             |           |           | Ivica Dačić                  | SPS   |
| Vice-président du gouvernement Ministre de l'Économie                              |           |           | Adriana Mesarović            | SNS   |
| Ministre de l'Agriculture, des Forêts et des Eaux                                  |           |           | Dragan Glamočić              | Sans  |
| Ministre de la Protection de l'environnement                                       |           |           | Sara Pavkov                  | SNS   |
| Ministre des Travaux publics, des Transports et des Infrastructures                |           |           | Aleksandra Sofronijević      | Sans  |
| Ministre des Mines et de l'Énergie                                                 |           |           | Dubravka Đedović             | Sans  |
| Ministre du Commerce intérieur et extérieur                                        |           |           | Jagoda Lazarević             | Sans  |
| Ministre de la Justice                                                             |           |           | Nenad Vujić                  | Sans  |
| Ministre des Administrations publiques et des Collectivités territoriales          |           |           | Snežana Paunović             | SPS   |
| Ministre des Droits de l'homme et des minorités et du Dialogue social              |           |           | Démo Beriša                  | Sans  |
| Ministre de la Défense                                                             |           |           | Bratislav Gašić              | SNS   |
| Ministre des Affaires étrangères                                                   |           |           | Marko Đurić                  | SNS   |
| Ministre de l'Intégration européenne                                               |           |           | Nemanja Starović             | SNS   |
| Ministre de l'Éducation                                                            |           |           | Dejan Vuk Stanković          | Sans  |
| Ministre de la Santé                                                               |           |           | Zlatibor Lončar              | SNS   |
| Ministre du Travail, de l'Emploi, des Anciens combattants et des Affaires sociales |           |           | Milica Durđević Stamenkovski | SSZ   |
| Ministre de la Famille et de la Démographie                                        |           |           | Jelena Žarić Kovačević       | SNS   |
| Ministre des Sports                                                                |           |           | Zoran Gajić                  | Sans  |
| Ministre de la Culture                                                             |           |           | Nikola Selaković             | SNS   |
| Ministre du Bien-être rural                                                        |           |           | Milan Krkobabić              | PUPS  |
| Ministre des Sciences, du Développement technologique et de l'Innovation           |           |           | Béla Balint                  | Sans  |
| Ministre du Tourisme et de la Jeunesse                                             |           |           | Husein Memić                 | SDPS  |
| Ministre de l'Information et des Télécommunications                                |           |           | Boris Bratina                | Sans  |
| Ministre des Investissements publics                                               |           |           | Darko Glišić                 | SNS   |
| Ministre sans portefeuille                                                         |           |           | Novica Tončev                | SPS   |
| Ministre sans portefeuille                                                         |           |           | Đorđe Milićević              | SPS   |
| Ministre sans portefeuille                                                         |           |           | Usame Zukorlić               | SPP   |
| Ministre sans portefeuille                                                         |           |           | Nenad Popović                | SNS   |
| Ministre sans portefeuille                                                         |           |           | Tatjana Macura               | Sans  |